# Cyclosa conica leucomelas
Cyclosa conica là một phân loài nhện trong họ Araneidae.
Loài này thuộc chi Cyclosa. Cyclosa conica leucomelas được Embrik Strand miêu tả năm 1907.

## Hình ảnh

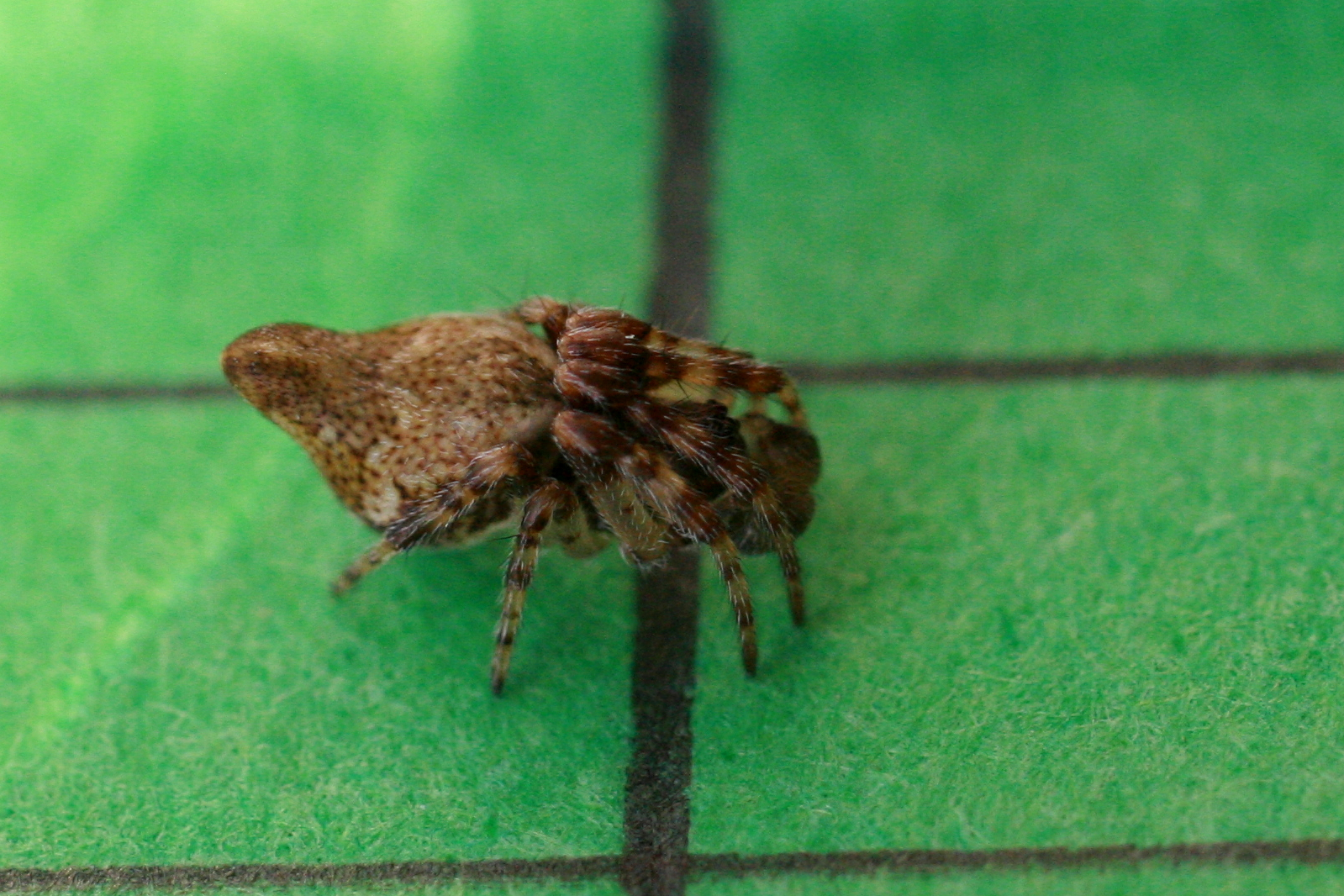
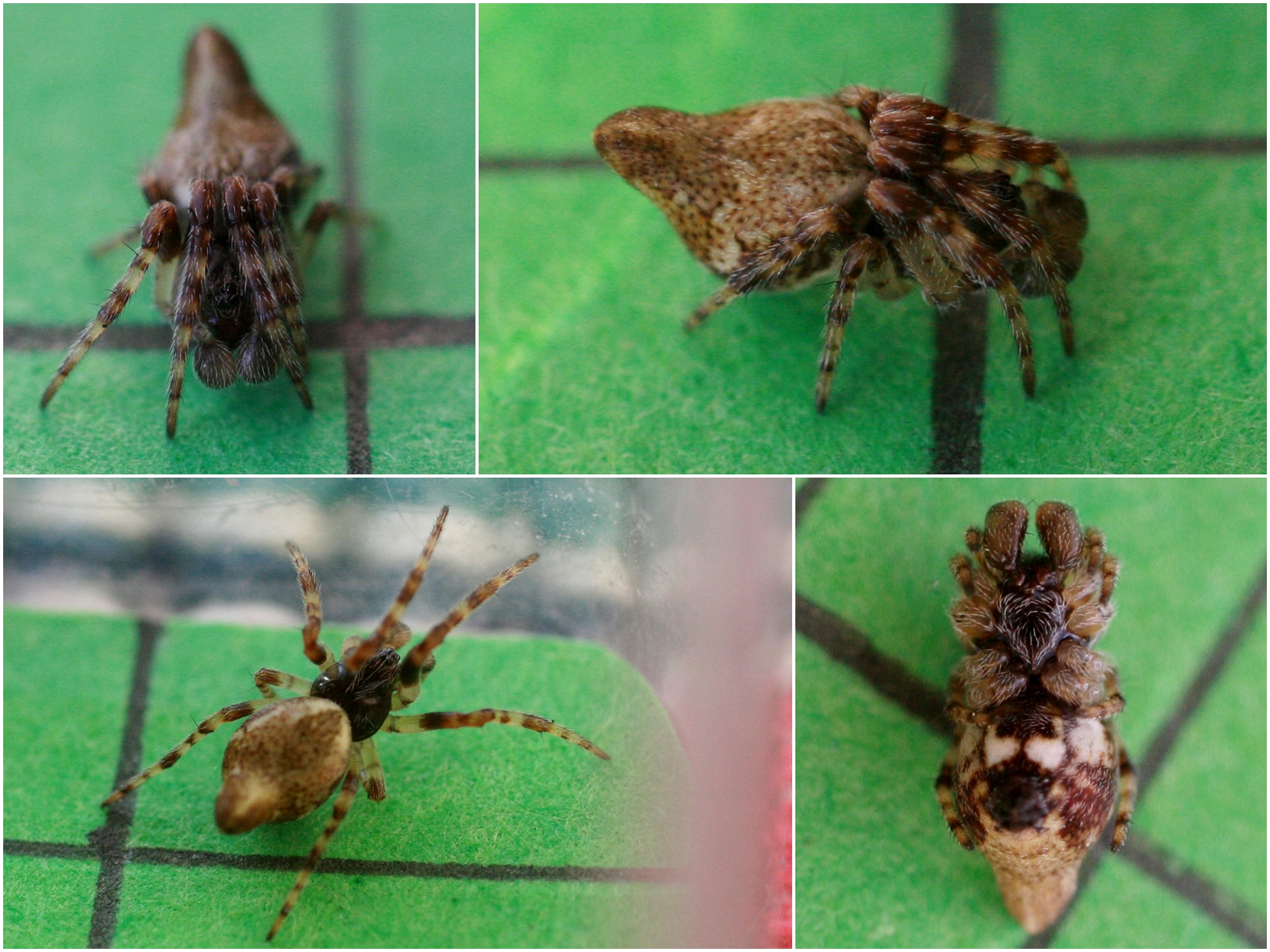
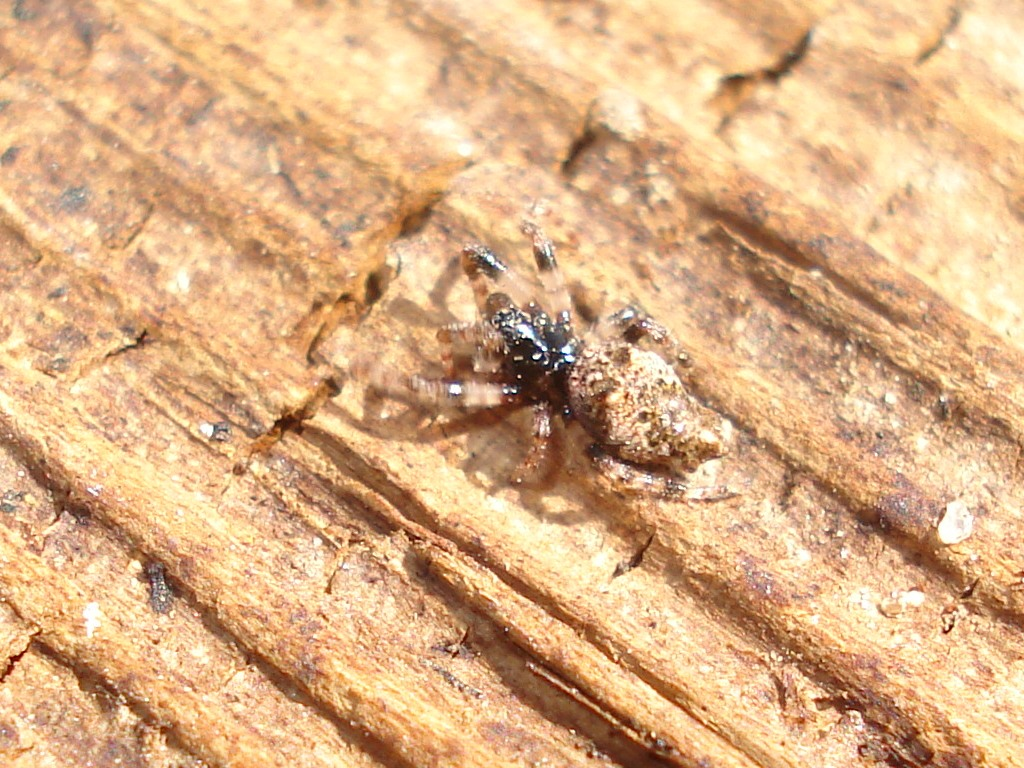
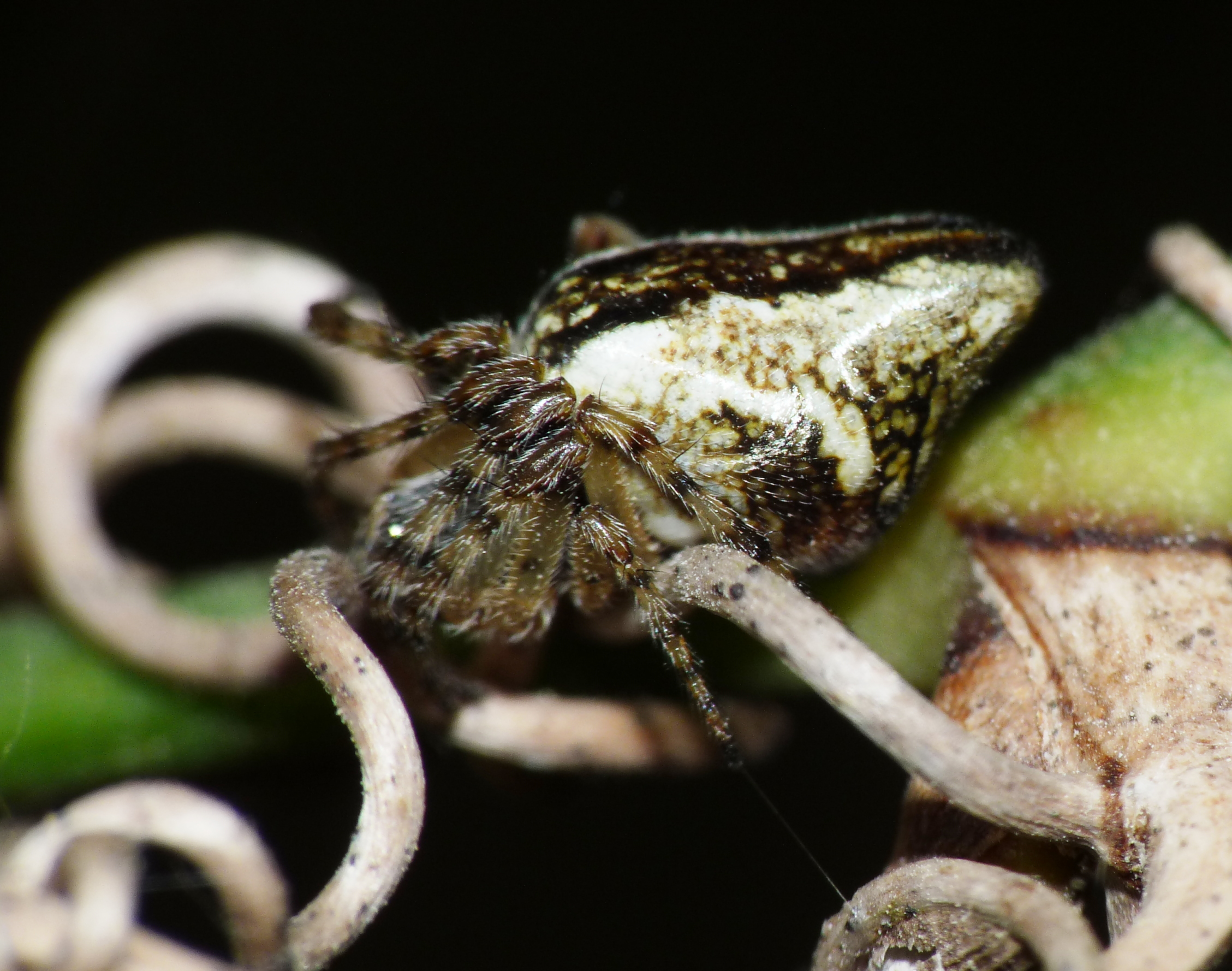